# Brandenburgi Haditengerészet
A Brandenburgi Választófejedelemség Haditengerészetét a 16. században szervezték meg.

## Története
A brandenburgi hadiflotta megszervezése a 16. században történt. A hadihajók eleinte a brandenburgi partvidék védelmét voltak hivatottak ellátni, ám a 17. században feladatkörük kibővült. A haditengerészet nagyarányú fejlesztése I. Frigyes brandenburgi választófejedelemhez köthető. Frigyes nagy összegeket fordított a hadiflotta növelésére, melynek eredményeként 1680-ra a Brandenburgi Haditengerészet több mint harminc aktív állományú hadihajóval rendelkezett. Ennek köszönhetően a Brandenburgi Választófejedelemség képessé vált eredményesen beavatkozni a régió háborúiba (északi háború, svéd-brandenburgi háború) és a Balti-tengeren számottevő tényezővé vált.
1682-ben a Brandenburgi Afrika Társaság közreműködésével a Guineai-öbölben megalapult az első „német” gyarmat Brandenburgi Aranypart (Groß Friedrichsburg) néven. Ezzel a Brandenburgi Haditengerészet új feladatot kapott, hiszen fontossá vált az állandó forgalom és a kereskedelmi útvonalak biztosítása az anyaország és a gyarmat között.
A választófejedelem halálát követően az ország tengerészete is hanyatlásnak indult. I. Frigyes porosz király és brandenburgi választófejedelem 1701-ben a Brandenburgi Haditengerészetet beolvasztotta a Porosz Haditengerészetbe. Őt követte a trónon I. Frigyes Vilmos aki felismerte, hogy a Porosz Királyság hadiflottája nem versenyezhet a tengeri nagyhatalmakkal, hanem sokkal inkább a kontinens legerősebb szárazföldi hadseregének létrehozására kell törekednie. Ennek szellemében Frigyes Vilmos 1721-ben Porosz Aranypart gyarmatot 7200 dukátért eladta a hollandoknak. Utódja, Nagy Frigyes pedig folytatta politikáját.

## Fordítás
- Ez a szócikk részben vagy egészben  a   Brandenburg Navy című angol Wikipédia-szócikk fordításán alapul.  Az eredeti cikk szerkesztőit annak laptörténete sorolja fel. Ez a jelzés csupán a megfogalmazás eredetét és a szerzői jogokat jelzi, nem szolgál a cikkben szereplő információk forrásmegjelöléseként.
- Ez a szócikk részben vagy egészben  a   Kurbrandenburgische Marine című német Wikipédia-szócikk fordításán alapul.  Az eredeti cikk szerkesztőit annak laptörténete sorolja fel. Ez a jelzés csupán a megfogalmazás eredetét és a szerzői jogokat jelzi, nem szolgál a cikkben szereplő információk forrásmegjelöléseként.